# Billy Porter
Billy Porter, född 21 september 1969 i Pittsburgh, är en amerikansk underhållare, skådespelare och sångare.
År 2013 vann han en Tony Award i kategorin Bästa skådespelare i en musikal för sin medverkan i Broadway-uppsättningen av Kinky Boots. Följande år tilldelades han en Grammy Award för albumet med musiken från Kinky Boots. Sedan 2018 har han en roll i dramaserien Pose, en roll som han vunnit en Emmy Award för samt nominerats till två Golden Globe Awards.

## Filmografi i urval
- 2004 – Ängel i New York
- 2014 – The Humbling
- 2018 – American Horror Story  (TV-serie)
- 2018–2019 – Pose (TV-serie)
- 2020 – Like a Boss
- 2026 – The Hunger Games: Sunrise on the Reaping